# John Parricelli

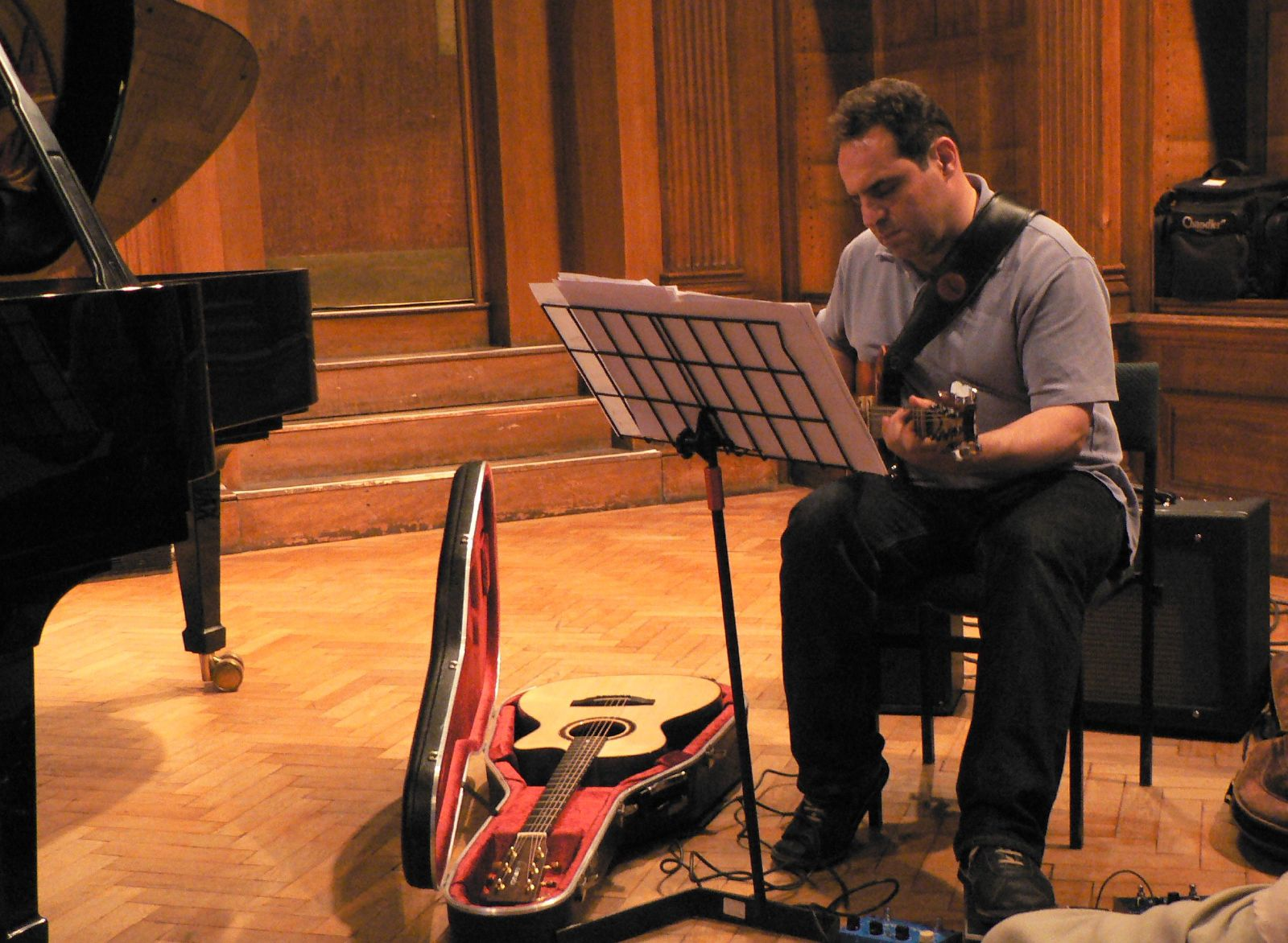
John Parricelli in 2007

John Parricelli (Evesham, 1959) is een Britse jazz-gitarist.
Parricelli begon zijn muzikale loopbaan als gitarist in 1982. In de jaren tachtig maakte hij deel uit van de bigband Loose Tubes, waarmee hij drie albums opnam. Hij heeft gewerkt met onder meer Annie Whitehead, Kenny Wheeler, Norma Winstone, Lee Konitz, Paul Motian, Tim Whitehead, Chris Laurence, Peter Erskine, Vince Mendoza, Mark Lockheart, Julian Argüelles, Iain Bellamy, Andy Sheppard (met wie Parricelli een duo vormde), Gerard Presencer, Colin Towns en Stacey Kent. Parricelli is ook buiten de jazz actief en heeft veel bijdragen geleverd aan de opnames van muziek voor televisie en films.
Parricelli heeft meegespeeld op opnames van onder meer Alec Dankworth, James Galway, Tom Jones, Charlotte Church, Ute Lemper, Jamie Cullum, G4, Il Divo, Ronan Keating, Westlife, Susan Boyle en Thomas Dolby.

## Discografie (selectie)
- Alba, Provocateur Records, 2000
- P.S. (met Andy Sheppard), Provocateur, 2003
- Postcards from Home (met Jacqueline Shave en Kuljit Bhamra), KEDA Records, 2012

- Bibliothèque nationale de France: cb14214020v (data)
- Gemeinsame Normdatei: 135211786
- International Standard Name Identifier: 0000 0003 5473 2832
- Library of Congress Control Number: no2001002527
- MusicBrainz: b6aa0625-6acd-4d6d-a75d-d6edf16c9818
- Nationale Bibliotheek van Tsjechië: xx0125325
- Système universitaire de documentation: 157841383
- Virtual International Authority File: 56255216
- WorldCat: E39PBJrKV8HFD9v4FcQvKctHYP